# NGC 4119
NGC 4119 (również NGC 4124, IC 3011, PGC 38527 lub UGC 7117) – galaktyka spiralna (S0-a), znajdująca się w gwiazdozbiorze Panny.
Odkrył ją William Herschel. Prawdopodobnie po raz pierwszy zaobserwował ją 18 stycznia 1784 roku, jednak jego wczesne obserwacje charakteryzują się częstymi błędami pozycji obiektów i tak też było w tym przypadku – jeśli rzeczywiście obserwował tę galaktykę tamtej nocy oznaczałoby to, że popełnił błąd w deklinacji wielkości 50 minut. Na pewno Herschel obserwował galaktykę 15 marca 1784 roku. John Dreyer skatalogował obie te obserwacje jako, odpowiednio, NGC 4119 i NGC 4124. To że może to być ten sam obiekt zasugerował sam Dreyer w wydanej w 1912 roku pracy zawierającej dzieła zebrane Williama Herschela.